# ケープバレン島
ケープバレン島 (ケープバレンとう、Cape Barren Island) はオーストラリアのタスマニア島北東沖に位置する、バス海峡のファーノー諸島の島のひとつである。
ファーノー諸島最大の島フリンダース島が北にあり、南には小さなクラーク島がある。島の人口は約80人である。最高地点はムンロ山の687mである。
オーストラリアに生息する唯一のガン、ロウバシガンはこの島で最初に発見された。島にはCallitris rhomboideaのマツ林があり、東海岸のラグーン群は1982年にラムサール条約登録地となった。
住民の大多数は、タスマニア島のオーストラリア先住民の女性を攫いそれからこの島に住み着いたヨーロッパ人の捕鯨漁師の子孫である。
島にはメルボルンまたはロンセストンから航空機でフリンダース島まで行き、そこから船または飛行機で行くことが出来る。ケープバレン島や他のファーノー諸島の島はウィルソンズ・プロモントリーからタスマニア島までバス海峡を渡ろうとするカヤック乗りにとって一般的な目的地となっている。